# Dubbel akut accent

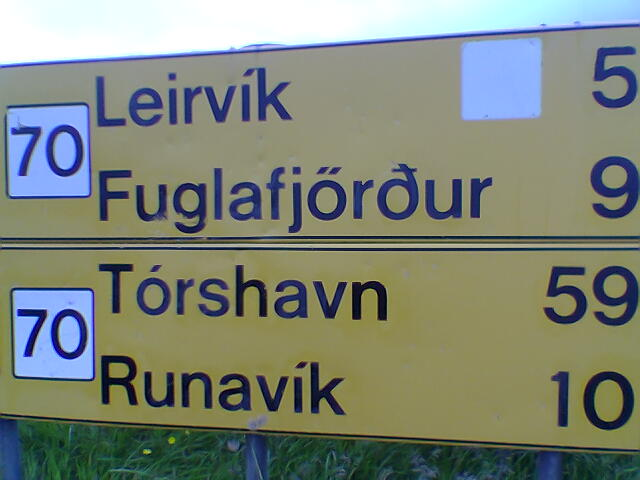
Dubbel akut accent på färöisk vägskylt.

Dubbel akut accent (˝) är ett diakritiskt tecken som består av två akuta accenter (´).
Dubbel akut accent förekommer bland annat i ungerskan för att markera långa varianter av ö [ø] och ü [y] (ő [ø:] respektive ű [y:]), i den tjuvasjiska varianten av det kyrilliska alfabetet (ӳ), tidigare i slovakisk skrift och i handskrift stundom som alternativ till ø i färöiskan (ő). I IPA används dubbel akut accent för att markera extra hög ton.